# Hasan Dudić
Hasan Dudić (kyrillisch Хасан Дудић; * 21. Juli 1957 in Šabac, Jugoslawien, heutiges Serbien) ist ein serbischer Folk-Sänger.

## Karriere
Dudić trat im Jahr 1970 das erste Mal öffentlich auf, als er am Musikwettbewerb Zlatni glas teilnahm und dabei den ersten Platz belegte.
Nach seinem ersten Erfolg begann er in ganz Jugoslawien aufzutreten. Ab 1974 veröffentlichte Hasan Dudić mehrere Singles, bis im Jahre 1981 sein erstes Album erschien.
Er betätigte sich auch als Songwriter und schrieb Lieder für viele bekannte Sängerinnen und Sänger wie beispielsweise Šaban Šaulić, Ana Bekuta, Halid Bešlić, Zlata Petrović und Ljuba Aličić.

## Persönliches
Hasan Dudić nutzt seine Popularität, um die Diskriminierung der in Serbien lebenden Roma öffentlich anzuprangern und sich aktiv für deren Rechte einzusetzen.
In der Vergangenheit war er mit der Sängerin Zlata Petrović, mit welcher er einen Sohn namens Miki Dudić hat, liiert.

## Diskografie

### Alben
- 1981: Kad vreme učini svoje
- 1981: Crna ženo sa očima plavim
- 1982: Hasan Dudić
- 1983: Ne mogu biti tvoj
- 1984: Ti si mala Crvenkapa
- 1985: Hej, noći lude
- 1987: Još uvek je sanjam
- 1988: Pukni srce
- 1989: Eto to mi je
- 1990: Što me rodi majko
- 1992: Otišla je ona
- 1993: Hej moji drugovi
- 1995: Zeko, zeko
- 1996: Ljubav nema pravila
- 1997: Nije lako biti sam
- 2000: I bogati plaču
- 2004: The Best Of Vol. 1

### Singles
- 1974: Kad ljubavi dođe kraj
- 1974: Zora rudi dan osviće
- 1975: Lutam sam
- 1976: Lako si tudja žena / Prodje mladost i lepota
- 1976: Koštana
- 1977: Oj, devojko mala / Budi jaka i kad gubiš
- 1979: Tužna je nedelja i datum ovaj | Pošao bih da te tražim
- 1981: Crna ženo sa očima plavim / Sjeti me se na svadbenom putu
- 1982: Sad je kasno za novi početak